# Propalticus wainganus
Propalticus wainganus is een keversoort uit de familie Propalticidae. De wetenschappelijke naam van de soort is voor het eerst geldig gepubliceerd in 1969 door John.